# Baltimore Blades
Baltimore Blades var en professionell ishockeyklubb i Baltimore, Maryland, som spelade i World Hockey Association, men endast under senare hälften av säsongen 1974–75.
Baltimore Blades var en efterföljare till den nedlagda klubben Michigan Stags som lades ner i januari 1975. Men efter en vecka beslöt ligan att dra igång ett nytt lag som skulle ta Michigan Stags plats i spelschemat och även ta deras plats i tabellen. Laget ägdes av ligan gemensamt.